# فيلودروموس ليفيدوس
فيلودروموس ليفيدوس هو نوع من العناكب يوجد في أوروبا (البرتغال وفرنسا وإيطاليا وكرواتيا) وشمال إفريقيا (المغرب والجزائر).